# Druhá občanská válka v Pobřeží slonoviny
Druhá občanská válka v Pobřeží slonoviny byl ozbrojený konflikt, který se odehrával ve dnech 28. listopadu 2010 – 11. dubna 2011. Jednalo se o střet mezi silami Laurenta Gbagba, který vládl Pobřeží slonoviny z pozice prezidenta v letech 2000–2010, a jeho nástupce Alassane Ouattary.

## Příčiny války

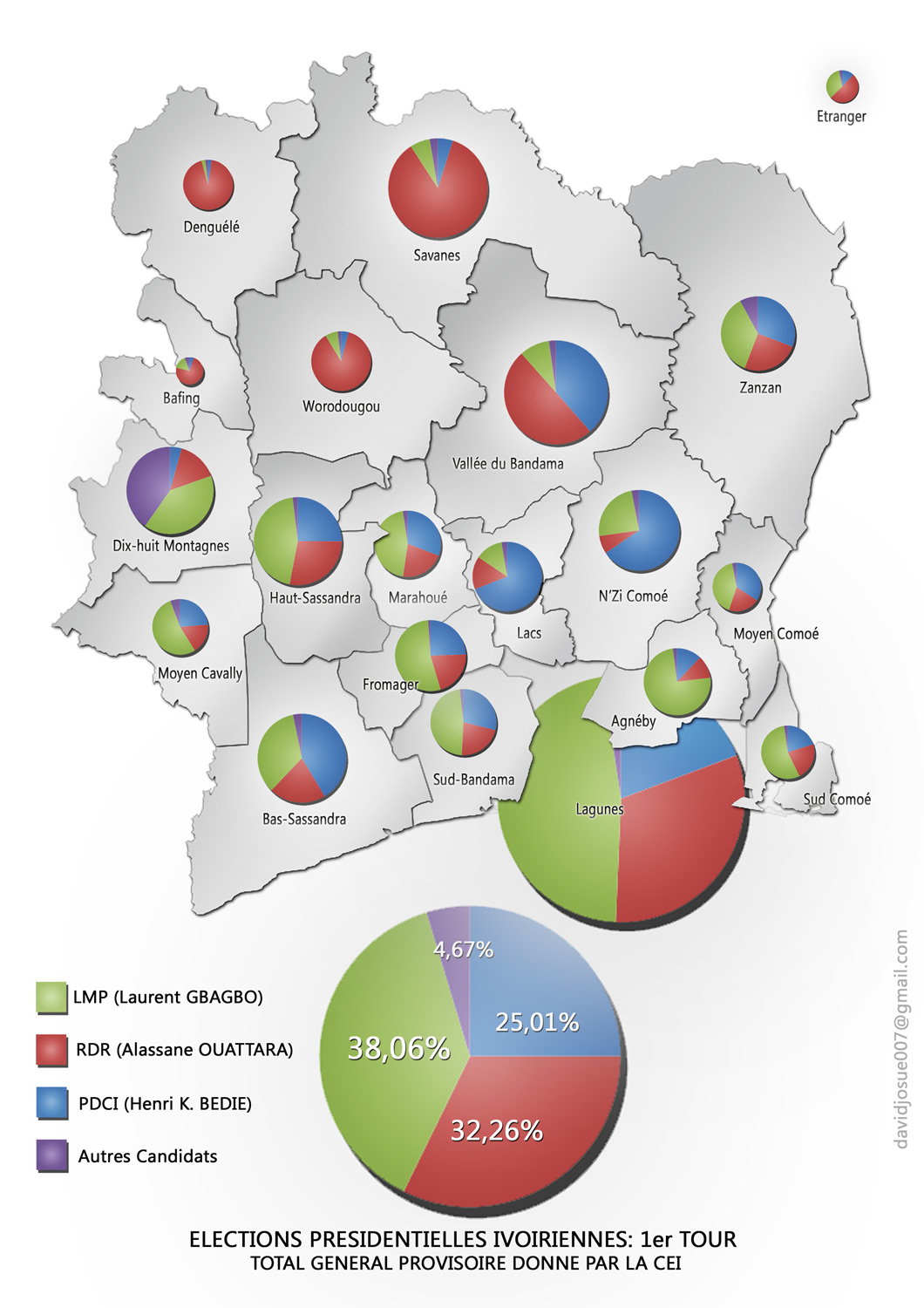
Výsledky prvního kola prezidentských voleb

Laurent Gbagbo se stal prezidentem v roce 2000 po revoluci, která svrhla krátce působícího Roberta Guéïe, a byl prohlášen za vítěze voleb, které Robert Guéï údajně zfalšoval. Krátce nato se rozhořely boje mezi ním a povstaleckými skupinami na severu země, které probíhaly mezi lety 2002 a 2007 (tzv. První občanská válka v Pobřeží slonoviny) . Příčiny těchto střetů lze hledat především v náboženství. Jih země, ze kterého pochází Laurent Gbagbo, je převážně křesťanský, zatímco sever převážně muslimský. V roce 2005 kvůli špatné bezpečnostní situaci Laurent Gbagbo odvolal plánované volby, které postupně šestkrát odložil, takže proběhly až v roce 2010, což mu umožnilo zůstat u moci prakticky o celý mandát déle a vyneslo mezi politology přezdívku „Starý lišák“.
Bezprostřední příčinou konfliktu byly volby z 28. listopadu 2010. První kolo vyhrál Gbagbo poměrem 38,1 % ku Ouattarovým 33,1 %, na třetím místě skončil Henri Konan Bédié, prezident z let 1993–1999 s počtem 25 % hlasů. Ve druhém kole celkem nečekaně vyhrál Alassane Ouattara poměrem 54,1 % ku 45,9 %. Hlasy pro Gbagbu pocházely především od lidí křesťanského vyznání z jižní části země, hlasy pro Ouattaru především od muslimů ze severu země. Laurent Gbagbo odmítl výsledky voleb uznat, za pravdu mu dal také ústavní soud, který změnil výsledky voleb na Gbagbovo vítězství v poměru 51,5 % ku 48,5 % a své rozhodnutí odůvodnil údajnými volebními podvody ze strany Ouattarových stoupenců. Mezinárodní společenství uznalo za vítěze Ouattaru a rozhodnutí soudu zpochybnilo.

## Průběh
První střety mezi příznivci jednotlivých kandidátů propukly už během voleb, během nichž zahynulo 20 lidí, což je považováno za africký průměr. Poté, co Laurent Gbagbo odmítl opustit prezidentský úřad, začalo docházet k drobným střetům mezi větší částí armády podporující Laurenta Gbagbu a Ouattarovými milicemi, postupně se přidávaly další milice na stranu obou prezidentů, z nichž se nejvíce proslavila mládežnická polovojenská extremistická organizace Mladí Patrioti z Abidžanu, která se účastnila už první války a během druhé proslula šikanou, obtěžováním a zastrašováním civilistů.[zdroj?] Laurent Gbagbo úmyslně střety zdržoval a snažil se v co nejkratším čase naverbovat žoldáky z Libérie, na straně Ouattary bojovalo mimo jiné mnoho nelegálních přistěhovalců. K nejtvrdším bojům začalo docházet v březnu 2011, během tohoto měsíce počet obětí výrazně stoupl na 800. V této době také začalo docházet k masovým dezertacím z armády na stranu Ouattary. Do 31. března jednotky OSN a Francie oficiálně pouze chránily civilisty, přestože stoupenci Laurenta Gbagby tvrdí, že stály již tehdy na straně Alessane Ouattary. Dne 31. března schválila OSN rezoluci proti Gbagbovi a její jednotky v čele s francouzskými vrtulníky začaly bombardovat vojenské cíle. Gbagbo se do poslední chvíle odmítal vzdát. Zabarikádoval se ve svém paláci, který začaly dobývat jednotky Ouattary za vydatné podpory francouzské armády 4. dubna. První útok byl neúspěšný. Gbagbo útok opětoval 10. dubna vysláním raket na hotel, ve kterém měl být ubytován Alessane Ouattara. Druhý útok na prezidentský palác se odehrál 11. dubna pomocí obrněných vozů a vrtulníků za účasti jak francouzských jednotek, tak jednotek OSN. Dne 11. dubna byl Laurent Gbagbo zadržen i s manželkou Simone, o které se spekuluje, že na jeho rozhodování měla nemalý vliv. V prezidentském paláci bylo nalezeno velké množství těžkých zbraní, které by údajně stačily ještě na několik měsíců tvrdé války.
Po oficiálním datu konce války se stále objevují ojedinělé útoky páchané jednak stoupenci Laurenta Gbagby a jednak militantními skupinami z Libérie.

## Výsledek
Po více než čtyřech měsících za intenzivního přispění mezinárodního společenství (zejména OSN a Francie) zvítězily Ouattarovy jednotky a Ouattara se reálně ujal moci.
Potvrzený počet mrtvých je v řádu stovek osob. Nejčastější odhady jsou však 1500 až 4000 mrtvých.
V souvislosti s probíhající válkou se od počátku mluvilo o možné genocidě, která by měla být spáchána na příslušnících kmenů, které podporovaly poraženého prezidenta, něco takového se ovšem nestalo.

### Soud s Laurentem Gbagbou
Laurent Gbagbo byl na konci listopadu 2011 zatčen a předveden před Mezinárodní trestní soud v Haagu (jako první bývalá hlava státu v historii), obviněn byl ze zločinů proti lidskosti, konkrétně z vražd, znásilňování, perzekuce osob a jiných nelidských činů. Lidskoprávní organizace Human Rights Watch upozornila, že se Gbagbo dopustil také najímání dětských vojáků.. Lidskoprávní organizace chystaný soud přivítaly, ale zároveň zdůraznily, že vina je na obou stranách a další obvinění by měla následovat co nejdříve. Gbagbo se hájí tím, že se jedná o neokolonialistický konstrukt (viz Kontroverze), rozsudek nad ním ještě nebyl vynesen.
Manželka Laurenta Gbagby, Simone Gbagbo, byla obviněna 22. listopadu 2012, tedy necelý rok po zadržení svého manžela. Byla obviněna ze zločinů proti lidskosti, konkrétně vražd, znásilňování a jiných forem sexuálního útlaku a jiných krutých a nelidských činů. Obecně se počítá s jejím vydáním do Haagu, přestože k tomu ještě nedošlo.

## Válečné zločiny
U obou válčících stran byly v malé míře zaznamenány případy znásilňování a zabíjení civilního obyvatelstva. Ve velké míře potom případy cíleného vyhánění předpokládaných podporovatelů opačného kandidáta, nejčastěji na základě náboženského vyznání a etnické příslušnusti. Cílené vraždy civilistů jsou spíše činem jednotlivých nižších velitelů, nežli příkazů shora. Výjimku tvoří palba do civilistů ze dnů 16.–21. prosince 2010 provedená ozbrojenými složkami ovládanými Gbagbou, při které zahynulo 173 lidí, a Gbagbovo využívání civilistů jako živých štítů ke konci bojů během obléhání jeho paláce.
Polovojenská organizace Mladí Patrioti z Abidžanu ovládala Abidžan z pozice stoupenců Laurenta Gbagby několik měsíců. Během té doby cíleně obtěžovala a šikanovala civilisty a snažila se na nich obohatit. Bití civilistů tato organizace používala běžně, o vraždách z její strany nejsou žádné záznamy. Když Ouattarovy jednotky vstoupily do Abidžanu, Gbagbo Mladé Patrioty vyhnal a povolal do ulic skutečné ozbrojené složky.[zdroj?]
Po skončení bojů nová Ouattarova vláda prohlásila, že si je vědoma, že se válečných zločinů dopouštěli velitelé na obou stranách, žádá mezinárodní trestní soud o jejich nestranné vyšetření a sama zřídila za účelem jejich vyšetření komisi. Lidskoprávní organizace nevěří v to, že tato komise bude měřit stejným metrem.

### Masakr v Duékoué
Masakr v Duékoué je nejzávažnější odhalený zločin této války. Na místě bylo za účasti pozorovatelů OSN 2. dubna jednorázově nalezeno 229 spálených mrtvol v masovém hrobě, 7. dubna bylo tamtéž odhaleno dalších 15 těl. OSN tedy dokumentuje 244 mrtvých, Červený kříž hovoří minimálně o 800 potvrzených obětech a některé odhady přesahují i číslo 1000 obětí. Masakr je připisován Ouattarovým jednotkám, protože vypukl krátce po tom, co Duékoué dobyly. Co se na místě přesně stalo se neví. Ouattarův zástupce uvedl, že jeho muži na místě napočítali „pouze“ 152 osob a rezolutně popřel, že by se mezi nimi mohli nacházet civilisté.

### Uprchlíci
Podle nejmenších odhadů byly z domovů vyhnány desítky tisíc obyvatel, podle nejvyšších potom něco přes milion. Nejčastější odhady se pohybují v řádu stovek tisíc. Nadpoloviční většina z nich byla vyhnána cíleně jako předpokládaní voliči nepřítele a další statisíce byly nuceny opustit své domovy během rozhodujících bojů o největší město Pobřeží slonoviny Abidžan. Největší část z mezinárodních uprchlíků zamířila do Libérie, kde jich koncem března 2011 bylo asi 90 000. Řádově desetitisíce jsou ve zbylých zemích regionu, jedná se především o Ghanu, Mali, Burkinu Faso a Sierra Leone. Návratnost ze všech zemí je nízká. Během války se z dalších statisíců lidí stali bezdomovci.

## Ekonomické dopady
Během války byly vyhnány nejméně desetitisíce, podle některých odhadů pak více než milion obyvatel ze svých domovů. To vedlo ke zvýšení již tak dost vysoké kriminality a snížení celkové hospodářské úrovně. Kromě toho byly cíleně bombardovány některé vojenské a průmyslové budovy, což způsobilo taktéž zhoršení ekonomické situace. Celkový propad HDP za rok 2011 tvořil 5,8 %.

### Kakao
Pobřeží slonoviny je největší exportérem kakaa na světě, jeho produkce dosahuje až 40 % produkce světové. Alessane Ouattara koncem ledna 2011 zakázal export kakaa, což způsobilo raketový růst ceny této komodity. Vzhledem k tomu, že obchodní analytici dopředu nevěděli, kdy válka skončí, byly předpovídány katastrofické scénáře a růst ceny čokolád o desetky procent nebo až na několikanásobky původní ceny. Ouattarovým cílem bylo ekonomicky poškodit Laurenta Gbagbu, který z prodeje kakaa profitoval. Zákaz byl z větší části dodržován, přístavy, které jej nedodržovaly, svět z větší části bojkotoval do uklidnění situace. Častější případy prodeje zakázaného kakaa se vyskytly pomocí pašování přes Ghanské hranice.

## Kontroverze
Francie bývá obviňována, že se zapojila do konfliktu na straně Ouattary proto, aby se pomstila Gbagbovi za to, že dlouhodobě patřil k nejvýraznějším odpůrcům režimu Félixe Houphouët-Boignyho, jehož vláda měla s Francií úzké vztahy.